# FC Lusitanos
Der  FC Lusitanos  war ein andorranischer Fußballverein. Wegen seines Hauptsponsors, der Konstruktionsfirma Construccions La Posa SL, wurde der Verein offiziell Construccions La Posa FC Lusitanos genannt. Er wurde von portugiesischen Einwanderern gegründet, die rund sechs Prozent der Bevölkerung Andorras ausmachen.

## Geschichte
Lusitanos gehört zu den jüngeren Vertretern im andorranischen Vereinsfußball und nahm 1999/2000 erstmals am Spielbetrieb teil. Auf Anhieb gelang der Meistertitel in der Segona Divisió und damit der Aufstieg in die Primera Divisió.
Dort musste man zwar am Ende der Saison in den Abstiegsspielen antreten, mit vier Siegen und zwei Unentschieden gelang jedoch dort die Abwehr des Abstiegs. Auch in den nächsten Jahren musste man dort in den Abstiegsplayoffs antreten, der Abstieg konnte jedoch jeweils abgewendet werden.
In der Saison 2001/02 feierte der FC Lusitanos den bis dahin größten Erfolg in seiner Vereinsgeschichte, als man die Copa Constitució durch einen 2:0-Erfolg gegen den Inter Club d’Escaldes gewinnen konnte. 2005/06 schaffte der Klub als Tabellenvierter am Ende der regulären Saison erstmals die Teilnahme an den Meisterschaftsplayoffs, hatte dort aber bereits zu Beginn einen zu hohen Rückstand, um Chancen auf den Titel zu haben. 2011/12 konnte der Verein die erste Meisterschaft in der Vereinsgeschichte gewinnen, die im Jahr darauf verteidigt werden konnte. In der Saison 2019/20 wurde der Verein aufgelöst.

## Erfolge
- Andorranische Meisterschaft (2): 2012, 2013
- Andorranischer Fußballpokal (1): 2002

## Europapokalbilanz
| Saison  | Wettbewerb            | Runde                  | Gegner            | Gesamt | Hin     | Rück    |
| ------- | --------------------- | ---------------------- | ----------------- | ------ | ------- | ------- |
| 2010/11 | UEFA Europa League    | 1. Qualifikationsrunde | Rabotnički Skopje | 00:11  | 0:5 (A) | 0:6 (H) |
| 2011/12 | UEFA Europa League    | 1. Qualifikationsrunde | NK Varaždin       | 1:6    | 1:5 (A) | 0:1 (H) |
| 2012/13 | UEFA Champions League | 1. Qualifikationsrunde | FC Valletta       | 0:9    | 0:8 (A) | 0:1 (H) |
| 2013/14 | UEFA Champions League | 1. Qualifikationsrunde | EB/Streymur       | 3:7    | 2:2 (H) | 1:5 (A) |
| 2015/16 | UEFA Europa League    | 1. Qualifikationsrunde | West Ham United   | 0:4    | 0:3 (A) | 0:1 (H) |
| 2016/17 | UEFA Europa League    | 1. Qualifikationsrunde | NK Domžale        | 2:5    | 1:3 (A) | 1:2 (H) |

Gesamtbilanz: 12 Spiele, 1 Unentschieden, 11 Niederlagen, 6:42 Tore (Tordifferenz −36)